# Wolters (Familienname)
Wolters ist ein deutscher Familienname.

## Namensträger

### A
- Adolf Wolters (1891–1962), Direktor im Landesfürsorgeverband Westfalen
- Albert Wolters (* 1942), niederländisch-kanadischer reformierter Theologe und Professor für Religion
- Albrecht Wolters (1822–1878), deutscher Theologe
- Alfred Wolters (1884–1973), deutscher Kunsthistoriker
- Alois Wolters (1914–1978), deutscher Politiker (FDP)
- Andreas Christian Wolters (1770–1827), deutscher Jurist und Politiker
- August Wolters (1903–1990), deutscher Gewerkschafter und Politiker (CDU)

### C
- Carl Wolters (1817–1886), deutscher Brauereiunternehmer
- Carsten Wolters (* 1969), deutscher Fußballspieler
- Christian Wolters (Kunsthistoriker) (1912–1998), deutscher Kunsthistoriker und Restaurator
- Christian Albrecht Wolters (1716–1799), deutscher Kanzleidirektor zu Oldenburg
- Coen Wolters (* 1971), niederländischer Musiker
- Cordt Wolters († 1591), deutscher Politiker und Unteradmiral
- Corinna Wolters (* 1968), deutsche Journalistin und Fernsehmoderatorin

### D
- Dieter Prätzel-Wolters (* 1950), deutscher Mathematiker
- Doris Wolters (* 1952), deutsche Schauspielerin, Hörspiel- und Hörbuchsprecherin

### E
- Elisabeth Bitterling-Wolters (1892–1982), deutsche Malerin
- Eugène Wolters (1844–1905), niederländisch-belgischer Maler

### F
- Franz Wolters, deutscher Politiker
- Frederick Wolters (1904–1990), US-amerikanischer Hockeyspieler
- Friedrich Wolters (1876–1930), deutscher Historiker, Lyriker und Übersetzer
- Friedrich Wolters (Architekt) (* 1942), deutscher Architekt, Stadtplaner und Unternehmer
- Fritz H. Wolters (Friedrich Hermann Wolters; 1905–1981), deutscher Baubeamter und Hochschullehrer

### G
- Geo Wolters (Johann Joachim Georg Wolters; 1866–1943), deutscher Maler und Grafiker
- Georg Wolters (1861–1933), deutscher Tier- und Jagdmaler
- Gereon Wolters (Philosoph) (* 1944), deutscher Philosoph
- Gereon Wolters (Jurist) (* 1966), deutscher Rechtswissenschaftler und Hochschullehrer
- Gottfried Wolters (1910–1989), deutscher Chorleiter und Komponist

### H
- Hans Edmund Wolters (1915–1991), deutscher Ornithologe
- Hans-Georg Wolters (1934–2017), deutscher Politiker (SPD)
- Heinrich Wolters (nach 1400–nach 1451), deutscher Kanoniker und Chronist
- Heinrich Levin Wolters (1700–1762), deutscher Brauereiunternehmer
- Henriette Wolters (1682–1741), holländische Malerin
- Hermann Wolters (1910–1974), deutscher Politiker (KPD/SPD)

### J
- Jannes Wolters (* 1979), niederländischer Fußballspieler
- Jens Wolters (* 1971), deutscher Journalist, Hörfunkmoderator und Sportreporter
- Jörg-Michael Wolters (* 1960), deutscher Sozialpädagoge und Sporttherapeut
- Jürgen Wolters (1940–2015), deutscher Wirtschaftswissenschaftler
- Jürgen Wolters (Schauspieler) (* 1946), deutscher Schauspieler

### K
- Kai Wolters (* 1971), deutscher Schauspieler, Regisseur und Disponent
- Kara Wolters (* 1975), US-amerikanische Basketballspielerin
- Karl Wolters (Politiker) (1878–1954), deutscher Verwaltungsbeamter und Bürgermeister
- Karl Klemens Wolters (1930–2016), deutscher Elektrotechniker und Hochschullehrer
- Kersten Wolters (* 1965), deutscher Leichtathlet

### L
- Lara Wolters (* 1986), niederländische Politikerin (PvdA), MdEP
- Leonore Wolters-Krebs (* 1938), deutsche Stadtplanerin
- Ludwig Wolters (1892–1974), deutscher Tierarzt und Bakteriologe

### M
- Maximilian Wolters (1861–1914), deutscher Dermatologe und Hochschullehrer
- Maxine Wolters (* 1999), deutsche Schwimmerin

### N
- Norbert Wolters (1929–1985), deutscher Mikrobiologe und Abwasserexperte

### O
- Olaf Wolters (* 1971), deutscher Rechtsanwalt und Lobbyist
- Oliver William Wolters (1915–2000), britischer Historiker
- Otto Wolters (Theologe) (1796–1874), deutscher Theologe und Geistlicher
- Otto Wolters (Pianist) (1938–2020), deutscher Jazzmusiker

### P
- Paul Wolters (Archäologe) (1858–1936), deutscher Klassischer Archäologe
- Paul Wolters (Architekt) (1913–1998), deutscher Architekt
- Paul Wolters (Soziologe) (* 1929), deutscher Soziologe und Wissenschaftsmanager
- Petra Wolters (* 1965), deutsche Sportpädagogin und Hochschullehrerin
- Peter Wolters (Unternehmer) (Johann Peter Wolters; 1777–1850), deutscher Unternehmer und Firmengründer (Lapmaster Wolters)

### R
- Randy Wolters (* 1990), niederländischer Fußballspieler
- Reinhard Wolters (Politiker) (* 1951), deutscher Politiker (CDU), Oberbürgermeister von Bad Homburg
- Reinhard Wolters (Althistoriker) (* 1958), deutscher Althistoriker
- Richard Wolters (1897–1975), deutscher Politiker (KPD)
- Romuald Wolters (1888–1973), deutscher Benediktinerabt
- Rudolf Wolters (1903–1983), deutscher Architekt

### S
- Stephan Wolters (* 1967), deutscher Politiker (CDU)

### T
- Terry Wolters, US-amerikanischer Autorennfahrer
- Thomas E. Wolters (1932–2004), US-amerikanischer Offizier
- Tim Wolters (* 1995), deutscher Dartspieler
- Tod D. Wolters (* 1960), US-amerikanischer General

### V
- Volkmar Wolters (* 1953), deutscher Biologe

### W
- Wilhelm Wolters (Schriftsteller) (1852–1915), deutscher Schriftsteller
- Wilhelm Wolters (1855–1918), deutscher Kaufmann und Mäzen
- Wilfried Wolters (1891–1969), deutscher Theologe und Superintendent
- Wolfgang Wolters (* 1935), deutscher Kunsthistoriker